# 弗里德里希·列斯纳
弗里德里希·列斯纳（Fredrick Lessner，1825年—1910年）是一位德国裁缝以及共产主义活動人士。  他是共產主義者同盟成员。他支持马克思主义並且反对蒲鲁东主义、巴枯宁主义、工联主义。
1847年4月，弗里德里希·列斯纳迁居英国伦敦。1848年初，弗里德里希·列斯纳负责《共产党宣言》第一版的印刷。他参加过1848年革命。  1851年6月，弗里德里希·列斯纳在美因茨被捕。他是科隆共产党人审判案的當事人，他在該案件中被起訴。 1856年获释后，再次前往英国伦敦。1864年第一国际建立后，弗里德里希·列斯纳当选总委员会委员。第一国际解散后，他又支持恩格斯创建第二国际。1895年8月5日，恩格斯逝世，弗里德里希·列斯纳同马克思的幼女将恩格斯的骨灰沉入海中。